# Coprophanaeus larseni
Coprophanaeus larseni är en skalbaggsart som beskrevs av Arnaud 2002. Coprophanaeus larseni ingår i släktet Coprophanaeus och familjen bladhorningar. Inga underarter finns listade i Catalogue of Life.